# Akaki (woreda)
Pour les articles homonymes, voir Akaki.
Akaki (en oromo : Aqaaqii) est un woreda du centre de l'Éthiopie situé dans la zone spéciale Oromia-Finfinnee de la région Oromia. Il a 77 836 habitants en 2007 et son centre administratif est Dukem.
Situé à l'origine dans la zone Est Shewa, Akaki est désormais dans la zone spéciale Oromia-Finfinnee. Il s'étend entre la région d'Addis-Abeba, la zone Est Shewa et la zone Sud-Ouest Shewa.
|                | Addis-Abeba | Bereh |
| Sebeta Hawas   | Akaki       | Ada'a |
| Kersana Malima | Sodo Dacha  | Liben |

Le recensement national de 2007 fait état pour ce woreda d'une population de 77 836 habitants dont 9 % de citadins qui sont les 6 670 habitants de Dukem.
La majorité des habitants du woreda (86 %) sont orthodoxes, 7 % sont de religions traditionnelles africaines, 4 % sont protestants et 3 % sont musulmans.
En 2022, la population est estimée sur le même périmètre à 113 316 personnes avec une densité de population de 194 personnes par km2 et 583 km2 de superficie.
Une carte récente montre toutefois une nouvelle subdivision à proximité d'Addis-Abeba, au niveau de Gelan (en) (ou Debre Gelan) et peut-être de Dukem. Ce nouveau woreda s'est probablement détaché d'Akaki au début des années 2020[réf. souhaitée].
Selon une étude sur l'urbanisation de la zone, la population de Gelan est estimée à 59 817 habitants en 2017 et celle de Dukem à 40 180 habitants.